# Kiefern-Blütenspanner
Der Kiefern-Blütenspanner (Eupithecia indigata) ist ein Schmetterling (Nachtfalter) aus der Familie der Spanner (Geometridae). Das Artepitheton basiert auf dem lateinischen Wort indigus mit der Bedeutung „bedürftig“ und bezieht sich auf die unscheinbare Zeichnung und Färbung der Falter.

## Merkmale

### Falter
Die Flügelspannweite der Falter beträgt 15 bis 21 Millimeter. Sie sind durch eine schlanke und spitze Flügelform charakterisiert. Die Grundfarbe sämtlicher Flügel ist im Wesentlichen aschgrau. Bis auf einen länglichen schwarzen Diskoidalfleck sind sie nahezu zeichnungslos. Die Querlinien heben sich zuweilen leicht verdunkelt ab. Die Fransen sind nicht oder nur schwach gescheckt. Der Hinterleib ist grau gefärbt und zeigt einige kurze schwarze Haarbüschel.

### Raupe, Puppe
Ausgewachsene Raupen sind glatt und sehr schlank. Sie sind ockerfarben oder rötlich braun gefärbt und zeigen eine helle rotbraune Rückenlinie und gelbliche Seitenstreifen. Der Hinterkopf und die Afterklappe sind dunkelbraun. Die hellbraune Puppe ist mit dunkelbraunen Flügelscheiden versehen. Am Kremaster befinden sich acht gleichlange Hakenborsten.

### Ähnliche Arten
Der etwas kleinere Bergfichten-Zwerg-Blütenspanner (Eupithecia conterminata) unterscheidet sich durch einen größeren Diskoidalfleck. Zur sicheren Bestimmung ist eine genitalmorphologischen Untersuchung angezeigt.

## Verbreitung und Vorkommen
Die Verbreitung der Art erstreckt sich von Spanien durch West- und Mitteleuropa einschließlich der Britischen Inseln sowie weiter östlich bis nach Kasachstan, Russland und zum Altai. Im Norden reicht das Areal bis ins nördliche Fennoskandinavien jenseits des Polarkreises, im Süden bis zum Südrand der Alpen. Der Kiefern-Blütenspanner besiedelt in erster Linie Kiefernwälder, Kiefernmischwälder und Kiefernschonungen. In den Alpen steigt er bis in Höhen von 1800 Metern.

## Lebensweise

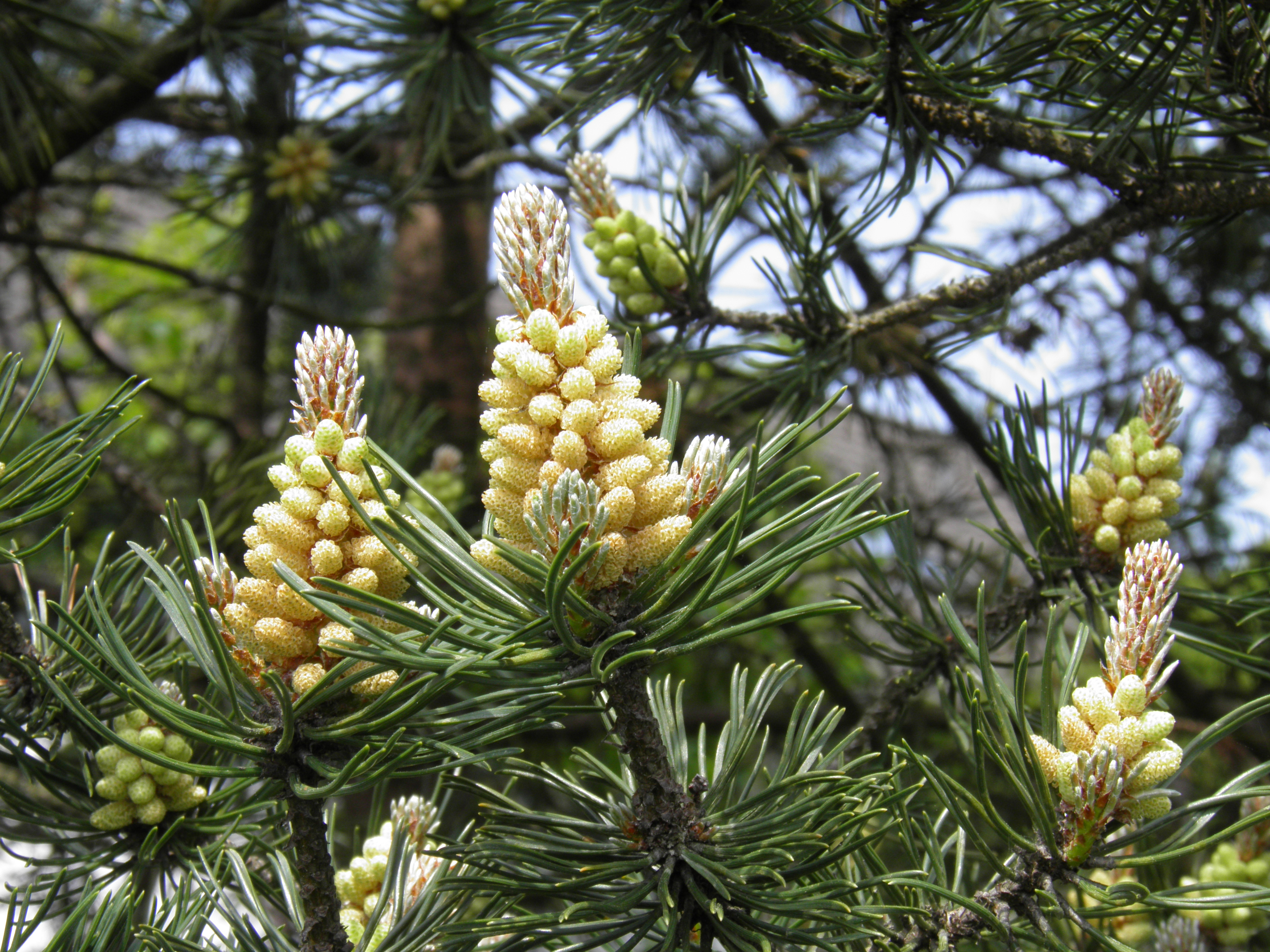
Männliche Blüte der Waldkiefer,
der Hauptnahrung der Raupen

Die Flugzeit der dämmerungs- und nachtaktiven Falter fällt in die Monate April bis Juni. Zur Nahrungsaufnahme besuchen sie gelegentlich Weidenkätzchen (Salix) oder Köder. Am Tage ruhen sie zuweilen an Baumstämmen. Im Unterschied zu den meisten Faltern anderer Blütenspannerarten, die in der Ruheposition die Flügel gestreckt ausstellen, nimmt der Kiefern-Blütenspanner eine leicht gewinkelte Flügelposition ein. In der Nacht lassen sie sich leicht von künstlichen Lichtquellen anlocken, wobei die Männchen zuweilen große Entfernungen vom nächsten Kiefernbestand zurücklegen. Die Raupen leben von Juni bis August und ernähren sich von den jungen Trieben und den männlichen Blüten der Waldkiefer (Pinus sylvestris). In der Ruheposition schmiegen sie sich kopfabwärts eng an Kiefernnadeln an, wodurch sie für Fressfeinde nur schwer zu erkennen sind. Einzelfunde gab es an Tannen (Abies), Fichten  (Picea) oder Lärchen (Larix). Die Art überwintert als Puppe in einem fest versponnenem Kokon in der Erde.

## Gefährdung
Der Kiefern-Blütenspanner kommt in Deutschland in den einzelnen Bundesländern in unterschiedlicher Populationsdichte vor und wird auf der Roten Liste gefährdeter Arten als „nicht gefährdet“ eingestuft.